# Concours musical international Reine Élisabeth de Belgique
Le Concours musical international Reine Élisabeth de Belgique (CMIREB), communément appelé concours Reine Élisabeth, est un concours destiné à récompenser des instrumentistes, pianistes, violonistes et violoncellistes (depuis 2017), en alternance, d'une année à l'autre, des chanteurs à partir de 1988 et des compositeurs à partir de 1953, tour à tour selon les années. C'est l'un des plus prestigieux du monde et les lauréats sont souvent assurés de faire une brillante carrière de soliste. Le comte Jean-Pierre de Launoit en était le président jusqu'à son décès le 12 novembre 2014. Son successeur, le baron Jan Huyghebaert est entré en fonction le 26 novembre 2014 et a terminé son mandat le 6 avril 2025 à la limite d'âge de 80 ans. Son successeur est le comte Yvan de Launoit, un des fils de Jean-Pierre de Launoit, depuis ce 6 avril 2025.
Après le décès de la reine Élisabeth de Belgique en 1965, c'est la reine Fabiola qui devient la présidente d'honneur du CMIREB jusqu'en 2013. En 2014, à l'occasion de la session de chant, la reine Mathilde reprend le flambeau.

## Historique
La reine Élisabeth, pratiquant elle-même le violon, décida de créer en 1937, sur une idée d'Eugène Ysaÿe (son professeur, qui estimait qu'elle jouait « délicieusement mal »), un concours pour aider les jeunes interprètes (moins de 30 ans) à se faire connaître. Eugène Ysaÿe, décédé en 1931, avait suggéré à la reine la création d'un concours international de musique mettant en avant des jeunes virtuoses et y incluant la musique contemporaine, ainsi que l'apprentissage par les candidats d'un morceau inédit sans aide extérieure ni de professeur. Lors de sa création en 1937 le concours s'appelait Concours Ysaÿe.
Le gagnant de la première session dédiée au violon est David Oïstrakh et, en 1938, Emil Gilels remporte la palme de la première session de piano.
Le concours est interrompu par la guerre. Il reprendra en 1951 et prendra le titre que l'on connaît aujourd'hui. Le concours est l'une des trois institutions musicales (à côté de la Chapelle musicale Reine Élisabeth et de l'Antwerp Symphony Orchestra, orchestre en résidence de la Salle Reine Élisabeth) dédiées à la reine Élisabeth.[pertinence contestée]
Le rythme du concours actuel est le suivant : une année consacrée au chant, une année consacrée au violon, une année consacrée au piano et une consacrée au violoncelle. Lors des sessions pianos et violons, appel est fait à des jeunes compositeurs pour qu'ils créent une ou deux œuvres contemporaines qui seront interprétées par les finalistes. Les œuvres retenues sont récompensées par le prix de composition.
Ce concours se distingue d'autres par son originalité.
Tout d'abord, il n'y a pas de délibération du jury dans le sens habituel du terme. Chaque membre du jury s'engage en effet à ne pas discuter des prestations des candidats avec d'autres membres du jury. Les notes sont traitées de manière confidentielle et le palmarès est, après ajustement éventuel, calculé sur la base de ces notes.
Ensuite, l'étude de l'œuvre inédite se fait lors d'une retraite d'une semaine à la Chapelle musicale Reine Élisabeth. Les candidats y entrent à raison de deux par jour, dans l'ordre du tirage au sort, et reçoivent dès leur arrivée à la Chapelle la partition de l'œuvre. Les candidats quittent la Chapelle le jour même de leur prestation en finale.
En 1988, à l'instigation de Gerard Mortier, est créée une session de chant qui aura un immense succès.
En 2017, un concours de violoncelle est créé alors que celui de composition est supprimé.
Dans le contexte de la pandémie de Covid-19, l'édition 2020 est annulée et la session de piano est reportée à l'année 2021.

## Liste des premiers prix

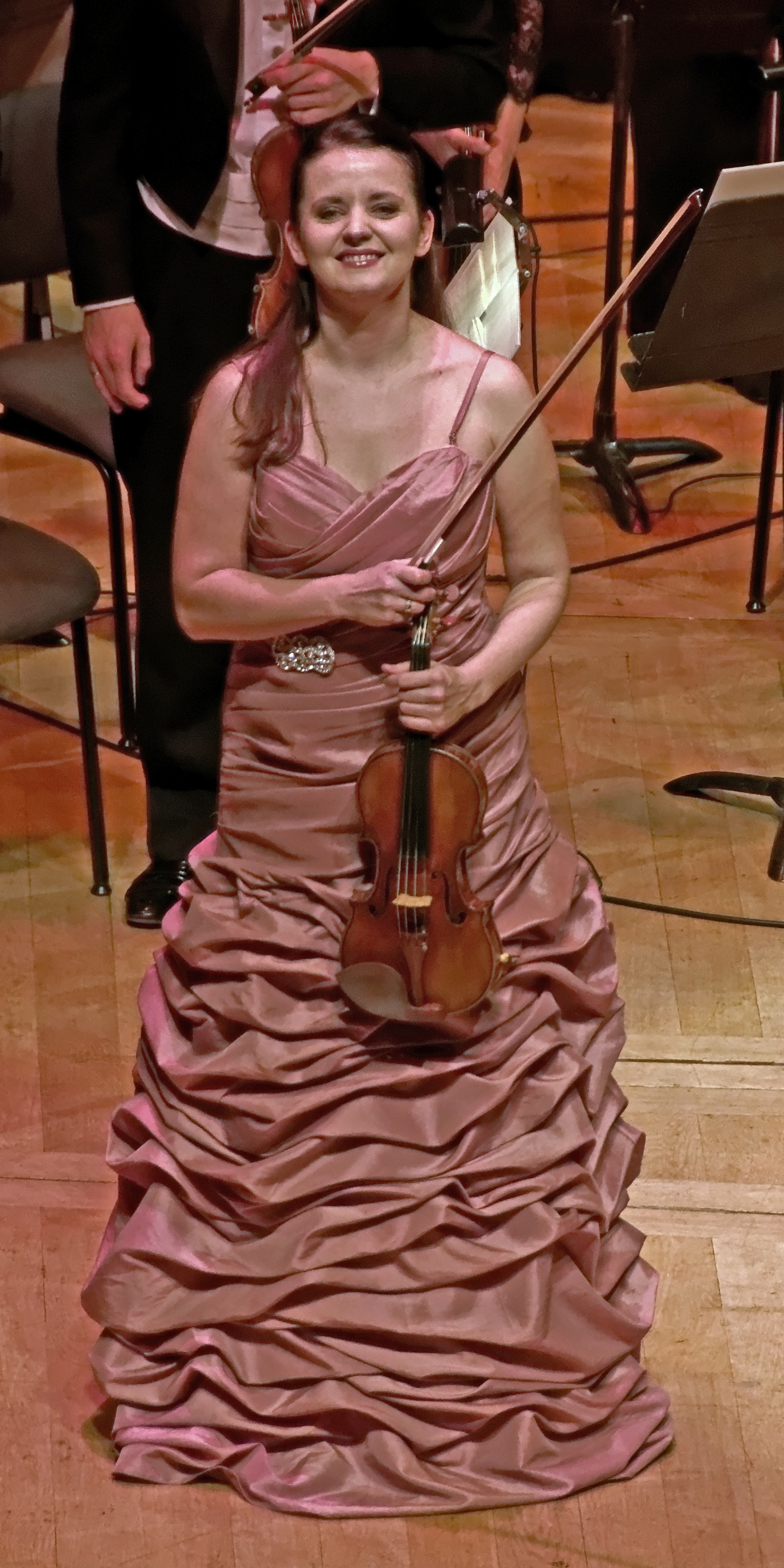
Baiba Skride, premier prix 2001.

Source : Site du Concours musical international Reine Élisabeth de Belgique
| Année | Catégorie                                       | Premier lauréat           |
| ----- | ----------------------------------------------- | ------------------------- |
| 2025  | Piano                                           | Nikola Meeuwsen           |
| 2024  | Violon                                          | Dmytro Udovychenko        |
| 2023  | Chant                                           | Taehan Kim                |
| 2022  | Violoncelle                                     | Hayoung Choi              |
| 2021  | Piano                                           | Jonathan Fournel          |
| 2019  | Violon                                          | Stella Chen               |
| 2018  | Chant                                           | Samuel Hasselhorn         |
| 2017  | Violoncelle                                     | Victor Julien-Laferrière  |
| 2016  | Piano                                           | Lukáš Vondráček           |
| 2015  | Violon                                          | Lim Ji-young              |
| 2014  | Chant                                           | Sumi Hwang                |
| 2013  | Piano                                           | Boris Giltburg            |
| 2012  | Composition                                     | Michel Petrossian         |
| 2012  | Violon                                          | Andrey Baranov            |
| 2011  | Composition                                     | Kenji Sakai               |
| 2011  | Chant                                           | Hong Haeran (nl)          |
| 2010  | Piano                                           | Denis Kozhukhin           |
| 2009  | Composition                                     | Jeon Minje                |
| 2009  | Violon                                          | Ray Chen                  |
| 2008  | Composition                                     | Cho Eun-hwa (nl)          |
| 2008  | Chant                                           | Szabolcs Brickner         |
| 2007  | Piano                                           | Anna Vinnitskaya          |
| 2006  | Composition                                     | Miguel Gálvez-Taroncher   |
| 2005  | Violon                                          | Sergey Khachatryan        |
| 2004  | Composition                                     | Javier Torres Maldonado   |
| 2004  | Chant                                           | Iwona Sobotka             |
| 2003  | Piano                                           | Severin von Eckardstein   |
| 2002  | Composition                                     | Ian Munro                 |
| 2001  | Violon                                          | Baiba Skride              |
| 2001  | Composition                                     | / Søren Nils Eichberg     |
| 2000  | Chant                                           | Marie-Nicole Lemieux      |
| 1999  | Piano                                           | Vitaliy Samoshko          |
| 1999  | Composition                                     | Uljas Pulkkis             |
| 1997  | Violon                                          | Nikolaj Szeps-Znaider     |
| 1997  | Composition                                     | Hendrik Hofmeyr           |
| 1996  | Chant                                           | Stephen Salters           |
| 1995  | Piano                                           | Markus Groh               |
| 1995  | Composition                                     | John Weeks                |
| 1993  | Violon                                          | Yayoi Toda                |
| 1993  | Composition                                     | Piet Swerts (nl)          |
| 1992  | Chant                                           | Thierry Félix             |
| 1991  | Piano                                           | Frank Braley              |
| 1991  | Composition                                     | Tristan-Patrice Challulau |
| 1989  | Violon                                          | Vadim Repine              |
| 1988  | Chant                                           | Aga Winska                |
| 1987  | Piano                                           | Andrei Nikolsky           |
| 1985  | Violon                                          | Hu Nai-yuan               |
| 1983  | Piano                                           | Pierre-Alain Volondat     |
| 1982  | Composition (orchestre symphonique)             | John Weeks                |
| 1980  | Violon                                          | Yuzuko Horigome (ja)      |
| 1978  | Piano                                           | Abdel Rahman El Bacha     |
| 1977  | Composition (orchestre symphonique)             | Hiro Fujikake             |
| 1977  | Composition (concerto pour quatuor à cordes)    | Akira Nishimura           |
| 1976  | Violon                                          | Mikhaïl Bezverkhny (en)   |
| 1975  | Piano                                           | Mikhail Faerman           |
| 1972  | Piano                                           | Valeri Afanassiev         |
| 1971  | Violon                                          | Miriam Fried              |
| 1969  | Composition (orchestre symphonique)             | Nicolae Beloiu            |
| 1969  | Composition (concerto pour piano et orchestre)  | Ray E. Luke               |
| 1968  | Piano                                           | Ekaterina Novitskaya      |
| 1967  | Violon                                          | Philippe Hirschhorn       |
| 1965  | Composition (orchestre symphonique)             | Rudolf Brucci             |
| 1965  | Composition (concerto pour violon et orchestre) | Wilhelm Georg Berger      |
| 1964  | Piano                                           | Evgueni Moguilevski       |
| 1963  | Violon                                          | Aleksey Mikhlin           |
| 1961  | Composition (orchestre symphonique)             | Albert Delvaux            |
| 1961  | Composition (orchestre de chambre)              | Giorgio Cambissa          |
| 1960  | Piano                                           | Malcolm Frager            |
| 1959  | Violon                                          | Jaime Laredo              |
| 1957  | Composition (orchestre symphonique)             | Orazio Fiume              |
| 1957  | Composition (orchestre de chambre)              | Michał Spisak             |
| 1956  | Piano                                           | Vladimir Ashkenazy        |
| 1955  | Violon                                          | Berl Senofsky             |
| 1953  | Composition (orchestre symphonique)             | Michał Spisak             |
| 1952  | Piano                                           | Leon Fleisher             |
| 1951  | Violon                                          | Leonid Kogan              |
| 1938  | Piano                                           | Emil Gilels               |
| 1937  | Violon                                          | David Oïstrakh            |

D'autres lauréats ont fait des carrières prestigieuses :
- Arturo Benedetti Michelangeli (7e prix piano, 1938) ;
- Luben Yordanoff (8e prix en 1951 et 9e prix en 1955) ;
- Philippe Entremont (10e prix piano, 1952) ;
- Lazar Berman (5e prix piano, 1956) ;
- Jean-Claude Vanden Eynden (3e prix piano, 1964) ;
- Gidon Kremer (3e prix violon, 1967) ;
- Elisabeth Leonskaïa (9e prix piano, 1968) ;
- Mitsuko Uchida (10e prix piano, 1968) ;
- Rudolf Werthen (7e prix violon, 1971) ;
- Cyprien Katsaris (9e prix piano, 1972) ;
- Brigitte Engerer (3e prix piano, 1978) ;
- Robert Groslot (6e prix piano, 1978) ;
- Eliane Rodrigues (5e prix piano, 1983) ;
- Daniel Blumenthal (4e prix piano, 1983).

## Concours réservés aux compositeurs belges
Ces concours nationaux, qui précédaient les concours internationaux pour les catégories piano et violon, permettaient de sélectionner une œuvre destinée à être jouée de manière imposée en finale ou en demi-finale du concours international de la même année. De 1991 à 2013, l’œuvre imposée en finale des concours de piano et de violon est celle du gagnant du concours international de composition qui précède. 
| Année | Catégorie                                                                    | Lauréat              |
| ----- | ---------------------------------------------------------------------------- | -------------------- |
| 2005  | Composition (pour l'œuvre imposée en demi-finale du concours de violon 2005) | Hans Sluijs          |
| 2003  | Composition (pour l'œuvre imposée en demi-finale du concours de piano 2003)  | Jeroen D'hoe (nl)    |
| 2001  | Composition (pour l'œuvre imposée en demi-finale du concours de violon 2001) | Peter Swinnen (nl)   |
| 1999  | Composition (pour l'œuvre imposée en demi-finale du concours de piano 1999)  | Boudewijn Cox        |
| 1997  | Composition (pour l'œuvre imposée en demi-finale du concours de violon 1997) | Peter Swinnen (nl)   |
| 1995  | Composition (pour l'œuvre imposée en demi-finale du concours de piano 1995)  | Dirk De Nef (nl)     |
| 1993  | Composition (pour l'œuvre imposée en demi-finale du concours de violon 1993) | Paul-Baudouin Michel |
| 1991  | Composition (pour l'œuvre imposée en demi-finale du concours de piano 1991)  | Paul-Baudouin Michel |
| 1989  | Composition (pour l'œuvre imposée en demi-finale du concours de violon 1989) | Daniel Capelletti    |
| 1987  | Composition (pour l'œuvre imposée en demi-finale du concours de piano 1987)  | Willy Carron         |
| 1987  | Composition (pour l'œuvre imposée en finale du concours de piano 1987)       | Piet Swerts (nl)     |
| 1985  | Composition (pour l'œuvre imposée en demi-finale du concours de violon 1985) | Daniel Capelletti    |
| 1983  | Composition (pour l'œuvre imposée en demi-finale du concours de piano 1983)  | Daniel Capelletti    |
| 1980  | Composition (pour l'œuvre imposée en demi-finale du concours de violon 1980) | Jean Gyselynck       |
| 1978  | Composition (pour l'œuvre imposée en demi-finale du concours de piano 1978)  | Jean-Marie Simonis   |
| 1976  | Composition (pour l'œuvre imposée en demi-finale du concours de violon 1976) | Franklin Gyselynck   |
| 1975  | Composition (pour l'œuvre imposée en demi-finale du concours de piano 1975)  | Jean-Marie Simonis   |
| 1972  | Composition (pour l'œuvre imposée en demi-finale du concours de piano 1972)  | Paul-Baudouin Michel |
| 1971  | Composition (pour l'œuvre imposée en demi-finale du concours de violon 1971) | Armand Lacroix       |
| 1968  | Composition (pour l'œuvre imposée en demi-finale du concours de piano 1968)  | Max Vandermaesbrugge |
| 1967  | Composition (pour l'œuvre imposée en demi-finale du concours de violon 1967) | Paul-Baudouin Michel |
| 1964  | Composition (pour l'œuvre imposée en demi-finale du concours de piano 1964)  | Jacqueline Fontyn    |
| 1963  | Composition (pour l'œuvre imposée en demi-finale du concours de violon 1963) | René Driesen         |
| 1960  | Composition (pour l'œuvre imposée en demi-finale du concours de piano 1960)  | Jean Absil           |
| 1959  | Composition (pour l'œuvre imposée en demi-finale du concours de violon 1959) | Jean Absil           |
| 1956  | Composition (pour l'œuvre imposée en finale du concours de piano 1956)       | René Defossez        |
| 1955  | Composition (pour l'œuvre imposée en finale du concours de violon 1955)      | Joseph Leroy         |
| 1952  | Composition (pour l'œuvre imposée en finale du concours de piano 1952)       | Raymond Chevreuille  |
| 1951  | Composition (pour l'œuvre imposée en finale du concours de violon 1951)      | René Defossez        |

## Couverture médiatique
Le concours, très populaire dans le grand public, a été relayé très tôt par la radio. À partir de 1978, la télévision retransmet intégralement la semaine de la finale.
La presse écrite se fait également l'écho du concours, ce qui en fait un des événements les plus suivis de la vie culturelle belge.
Un coffret de CD reprenant les prestations des premiers lauréats est disponible très rapidement (une semaine) après la fin du concours.
Une pièce commémorative de 2 euros a été émise par la Belgique en 2012 pour les 75 ans du concours.